# Palaia pulchra
Palaia pulchra — вид сцинкоподібних ящірок родини сцинкових (Scincidae). Ендемік Нової Гвінеї. Це єдиний представник монотипового роду Palaia.

## Поширення і екологія
Palaia pulchra мешкають на півночі Нової Гвінеї, як на території Індонезії, так і на території Папуа Новій Гвінеї. Зокрема, вони спостерігалися в долині річки Тарітату, в районі затоки Йос-Сударсо, поблизу міст Айтапе, Лае і Попондетта та в районі гори Альберт-Едвард. Palaia pulchra живуть у вологих рівнинних тропічних лісах.